# Кетчуп
Кетчуп (на английски: ketchup) е зеленчуков сос, в състава на който влизат основно доматено пюре, оцет, нишесте, сол, захар, чушки и различни подправки.

## История
За родина на кетчупа се счита Китай.
През XVII век в Англия внасят от Азия сос, направен от аншоа, орехи, гъби и печен боб. Наричал се е koechiap, или ke-tsiap (на един от китайските диалекти). В груб превод това означава разсол от осолена риба или мекотели. В старите рецепти домати не влизали, а се приготвял от аншоа, орехи, гъби и фасул, смесени с чесън и вино.
В Англия този сос наричат catchup или ketchup. В края на XIX век в кетчупа започват да добавят домати. Новият продукт се оказва много успешен и бързо става популярен в Европа.
От първоначалната рецепта съществува само рядко срещан сос от гъби и маслини.

## Приложение
Кетчупът се употребява като добавка към сурово-пушени или термично обработени колбаси (кренвирши, наденица), печено на скара или във фурна месо, пица, тестени изделия (макарони и подобни), като подправка на майонези, сосове и ястия.
Кетчупът е отлично средство за мариноване на меса поради наличието на киселина и захари, които го овкусяват отлично.